# オストマルク法

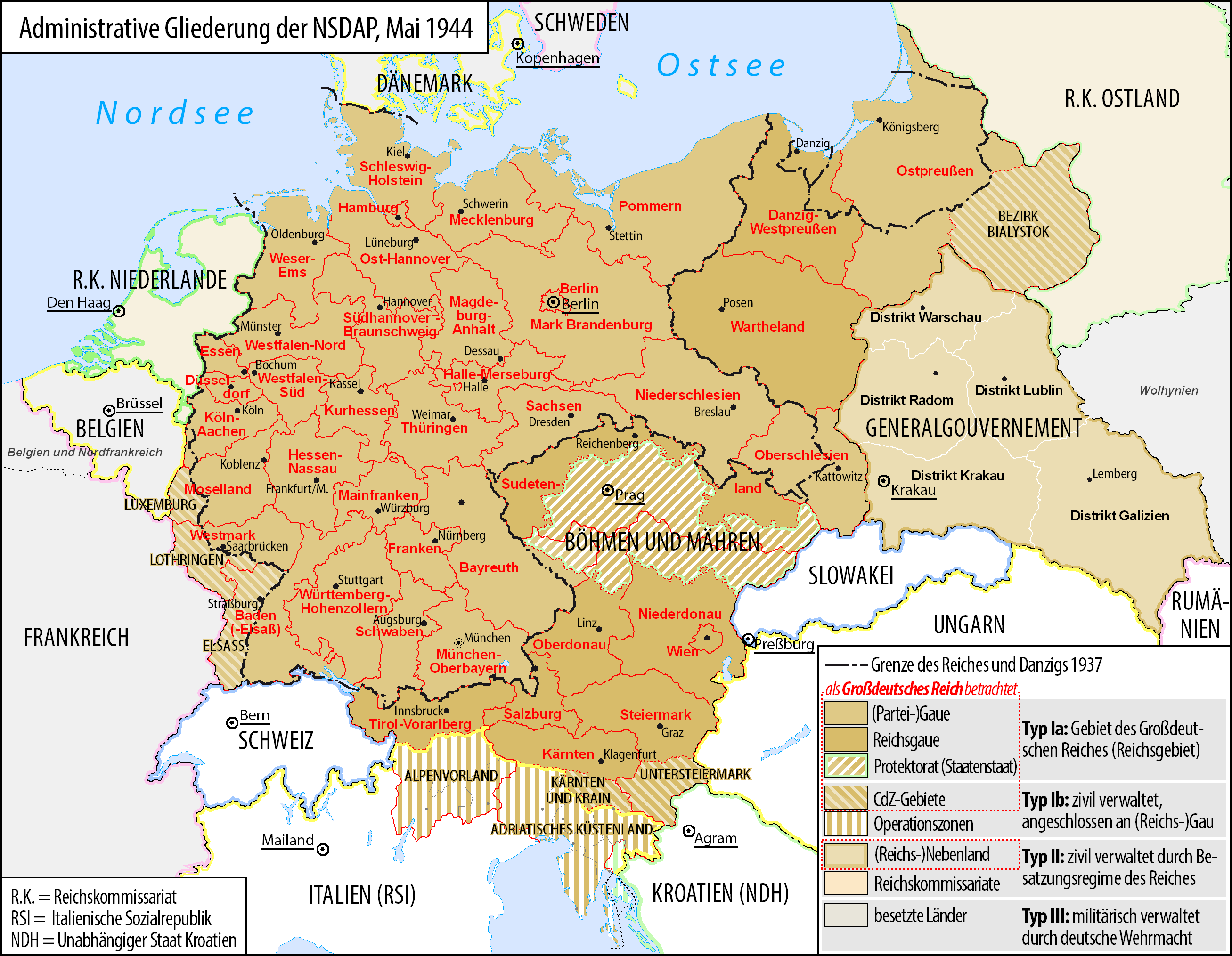
帝国大管区とポーランド総督府（1944年）

オストマルク法（独: Ostmarkgesetz）は、1939年4月14日に制定されたドイツ国の法律である。正式名称はオストマルクにおける行政の再建に関する法律（Gesetz über den Aufbau der Verwaltung in der Ostmark）という。オーストリアと1938年のミュンヘン会談によりナチス・ドイツに併合されたチェコスロバキアのうちボヘミア南部およびモラヴィア南部を合わせた地域の行政機構を規定していた。

## 制定と帝国大管区の設置
1938年3月のアンシュルスおよび1938年9月のズデーテン地方併合により、併合した領域をドイツ国およびナチ党の党組織の構造に統合する必要が生じた。この目的のため、オーストリアの州を元に7つの帝国大管区が設置された。
- 大ウィーン帝国大管区：大ウィーン（ドイツ語版）。管区都：ウィーン
- ケルンテン帝国大管区：ケルンテン州と東チロル。管区都：クラーゲンフルト
- 上ドナウ帝国大管区：オーバーエスターライヒ州、ザルツカンマーグートのシュタイアーマルク州部分、ボヘミア南部。管区都：リンツ
- 下ドナウ帝国大管区：大ウィーンを除くニーダーエスターライヒ州とブルゲンラント州の一部およびモラヴィア南部、管区都：クレムス
- ザルツブルク帝国大管区：ザルツブルク州。管区都：ザルツブルク
- シュタイアーマルク帝国大管区：ザルツカンマーグートを除くシュタイアーマルク州とブルゲンラント州の一部。管区都：グラーツ
- チロル＝フォアアールベルク帝国大管区：東チロルを除くチロル州およびフォアアールベルク州。管区都：インスブルック

ブルゲンラント州は1938年10月15日に分割され、憲章都市アイゼンシュタットおよびルストやアイゼンシュタット地区、 マッテルスブルク地区、ノイジードル・アム・ゼー地区、オーバープレンドルフ地区は下ドナウ帝国大管区、ギュッシング地区、イェンナースドルフ地区およびオーバーヴァルト地区はシュタイアーマルク帝国大管区に編入された。
帝国大管区には国家代理官が派遣された。国家代理官はほとんどの場合ナチ党の大管区指導者を兼務しており、帝国大管区内の党組織と行政の両方を掌握していた。また、行政にあたる場合も党の階級である大管区指導者の名前で呼ばれることがほとんどであった。オーストリアの各州にあった行政機関の職務や権限は国家代理官および国家代理官府に移され、国家代理官は、上位の法に反しない限り、関係するドイツ国大臣およびドイツ国内務大臣の承認を得て、命令（Verordnung）によって法を制定することも、条例（Satzung）によって自治行政を規律することもできた。
オストマルク法では、対象地域の郡または都市の管理は郡長（Landrat）または上級市長（Oberbürgermeister）を頂点として行うことを定めていた。オストマルク法は1939年5月1日に施行され、新たな帝国大管区は1939年9月30日までに設置することとされた。
オストマルク法によりオーストリアとボヘミア南部およびモラヴィア南部はひとまとめにしてオストマルクと呼ばれることになった。1940年4月には総統官邸がオストマルクに置いた帝国大管区を総称してオストマルク帝国大管区群と呼ぶことを決め、さらに1942年4月にドナウ＝アルプス帝国大管区群に改称された。

## 廃止
オストマルク法は1945年4月27日のオーストリア独立宣言により無効とされ、1945年5月1日の憲法移行法（V-ÜG）により廃止された。また、解体されていたブルゲンラント州も、1945年10月1日に施行されたブルゲンラント法により回復された。